# Brasen
Brasen ist eine wüste Feldmark bei Jeserig/Fläming, einem Ortsteil der Gemeinde Wiesenburg/Mark, die im Landkreis Potsdam-Mittelmark in Brandenburg liegt.
Die genaue Lage ist bislang nicht bekannt. Experten gehen davon aus, dass sie in der unmittelbaren Umgebung von Jeserig und der wüsten Feldmark Allendorf lag. Die Feldmark wurde als Brasen wüste erwähnt und war vor 1575 bis 1755 im Besitz der Familie von Brandt von Lindau. In dieser Zeit bewirtschaftete der Krüger aus Jeserig im Jahr 1592 insgesamt 18 Morgen Heideland in Brasen. Die Fläche war von 1755 bis 1765 im Besitz der Familie von Trotta genannt Treyden und ging anschließend an die von Watzdorf.